# Friedelsches Salz
Friedelsches Salz ist eine Mineralverbindung, die sich in Beton beim Eindringen von chloridhaltigen Lösungen bildet. Es entsteht durch Reaktion der Chloridionen mit im Beton enthaltenen Calciumaluminaten und besitzt die Zusammensetzung 3 CaO · Al2O3 · CaCl2 · 10 H2O. Es gilt als die bekannteste und wahrscheinlich stabilste chloridhaltige Phase des Zementsteins. Die Verbindung ist benannt nach ihrem Entdecker, dem französischen Mineralogen Georges Friedel.
Friedelsches Salz entsteht in Beton durch die Reaktion von Monosulfat (3 CaO · Al2O3 · CaSO4 · 12 H2O) bei Eintritt chloridhaltiger Lösungen, beispielsweise Tausalzlösung. Das Chloridion verdrängt hierbei das Sulfation aus dem Salz.
In Gegenwart von Kohlenstoffdioxid wird Chlorid aus dem Salz verdrängt unter Bildung eines Carbonats. Friedelsches Salz ist auch in Gegenwart von Sulfationen nicht stabil, es reagiert zu Ettringit.
Es wurde zuerst 1897 vom französischen Mineralogen und Kristallographen Georges Friedel hergestellt.